# Neuralrohrdefekt
Unter dem Oberbegriff Neuralrohrdefekt (NRD) oder Neuralrohrfehlbildung werden jene Fehlbildungen zusammengefasst, bei denen es in der Embryonalentwicklung zu einem unvollständigen Verschluss des Neuralrohrs gekommen ist.
Zu den häufigsten Neuralrohrfehlbildungen gehören die Anenzephalie (bei der sich wesentliche Teile des Gehirns, der Hirnhäute und der darüber liegenden Schädelknochen und Haut nicht entwickeln) und die Spina bifida aperta (eine entsprechende, unterschiedlich stark ausgeprägte Fehlbildung im Bereich der Wirbelsäule).

## Embryologie
Die entscheidende Zeitspanne ist jene vom 22. bis 28. Tag (der beginnenden Organentstehung), die im Bereich des ZNS mit der „primären Neurulation“ beginnt. Nachdem unter dem Einfluss der Chorda dorsalis aus dem Ektoderm die (kranial breitere) Neuralplatte entstanden ist, bilden sich noch im Verlauf der dritten Woche aus den Rändern der Neuralplatte die Neuralfalten, zwischen denen jetzt eine Neuralrinne liegt. Ab dem 22. Tag nähern sich diese Neuralfalten einander an und verschmelzen zum Neuralrohr, aus dessen Lumen sich das Ventrikelsystem des Gehirns und Rückenmarks bilden wird.

## Häufigkeit
Neuralrohrdefekte treten (regional unterschiedlich häufig) bei 1 bis 5/1000 Lebendgeburten auf. Die Gesamtinzidenz müsste dabei wesentlich höher angesetzt werden, würde man auch Schwangerschaften mit einschließen, die (aufgrund der diagnostischen Abklärung im Rahmen der Schwangerschaftsuntersuchungen) vorzeitig beendet werden.
Zudem gibt es regionale Unterschiede in der Häufigkeit, weil zum Beispiel ein Zusammenhang zwischen der Exposition von Autoabgasen in der Frühschwangerschaft und dem Auftreten von Neuralrohrdefekten gefunden werden konnten.

## Diagnose
Schon 1983 konnte gezeigt werden, dass die Ultraschall-Untersuchung von Müttern mit hohem Risiko für Neuralrohrdefekte – d. h. Frauen mit erhöhtem Alpha-1-Fetoprotein – ausreichend genaue Aussagen über das Vorliegen einer Fehlbildung ermöglicht.
Der ICD-10-Code O35.0 wird angegeben bei der Betreuung der werdenden Mutter bei „Verdacht auf Fehlbildung des Zentralnervensystems beim ungeborenen Kind (Anenzephalie oder Spina bifida aperta)“.

Beim Kind selbst kommt als Diagnoseschlüssel Q00 („Anenzephalie und ähnliche Fehlbildungen“) zum Einsatz.

## Folsäure
Die Einnahme von Folsäure in der Frühschwangerschaft reduziert die Wahrscheinlichkeit für die Entstehung einer Neuralrohrfehlbildung beim Kind erheblich, wobei die Einnahme eines entsprechenden Präparates bereits im Vorfeld der Schwangerschaft bzw. innerhalb der ersten vier Schwangerschaftswochen beginnen muss, um effektiv zu sein. Allerdings ist die Schwangerschaft in dem entscheidenden Zeitraum oft noch gar nicht bekannt.
In Kanada wurde ab 1994 versucht, offene Neuralrohrdefekte durch die Gabe von Folsäure vor der Empfängnis zu vermindern, wobei deren Häufigkeit (in Neuschottland) statistisch nicht signifikant von 2,55 pro 1000 Geburten (Lebend- und Totgeburten im Zeitraum von 1991 bis 1994) auf 2,61/1000 (1995–1997) anstieg (RR 1,02). Erst mit der Anreicherung von Getreideprodukten ab November 1998 wurde deren Auftreten deutlich vermindert (1,17 pro 1000 Geburten im Zeitraum 1998–2000, RR 0,46).
In den USA ist seit 1996 durch die FDA eine Anreicherung von Brot, Cerealien, Mehl und anderen Getreideprodukten vorgeschrieben.